# Mons
Mons (em neerlandês e alemão Bergen; em picardo Mont) é uma cidade francófona da Bélgica, situada na região da Valônia. Antiga capital dos condes de Hainaut, capital da província de Hainaut, principal cidade do arrondissement homônimo, é a sede de uma das cinco cours d’appel (juizados de segunda instância) do país.
Tem uma população de 94.012 habitantes (2012) e densidade demográfica de 627,78 habitantes/km².
Mons está situada a leste e nordeste da Borinage (região de minas de carvão) e próxima da fronteira com a França. Está a 70 km de Bruxelas, a aproximadamente 240 km  de Paris, 75 km de Lille e a cerca de 180 km de Aix-la-Chapelle, e fica no cruzamento de dois importantes eixos rodoviários - a E19 (Amsterdam-Antuérpia-Bruxelas-Paris) e a  E42 (Lille-Charleroi-Liège-Francfurt).

## Monumentos
A cidade teve um forte desenvolvimento no último século, porém, preservou a característica e o encanto de uma cidade antiga com ruas inclinadas. A igreja colegiada de  Sainte-Waudru de Mons está entre as mais belas igrejas barrocas brabantinas. A elegante câmara municipal está situada na Praça do Mercado. A sua fachada mostra a inspiração do estilo gótico flamengo. A estatueta de bronze do macaco, chamada Grande Guarda, acolhida na fachada da Câmara Municipal  é extremamente popular, e embora as suas origens permaneçam obscuras, ela é a mascote da população de Mons.
O campanário barroco de 87 metros, com um carrilhão de 47 sinos, domina a paisagem de Mons.
Dotada de um rico patrimônio histórico e arquitetônico, Mons é, desde 2002, a capital cultural da Região da Valônia e foi designada em 9 de fevereiro de 2010 para ser a Capital Europeia da Cultura em 2015, junto com a cidade tcheca de Plzeň.

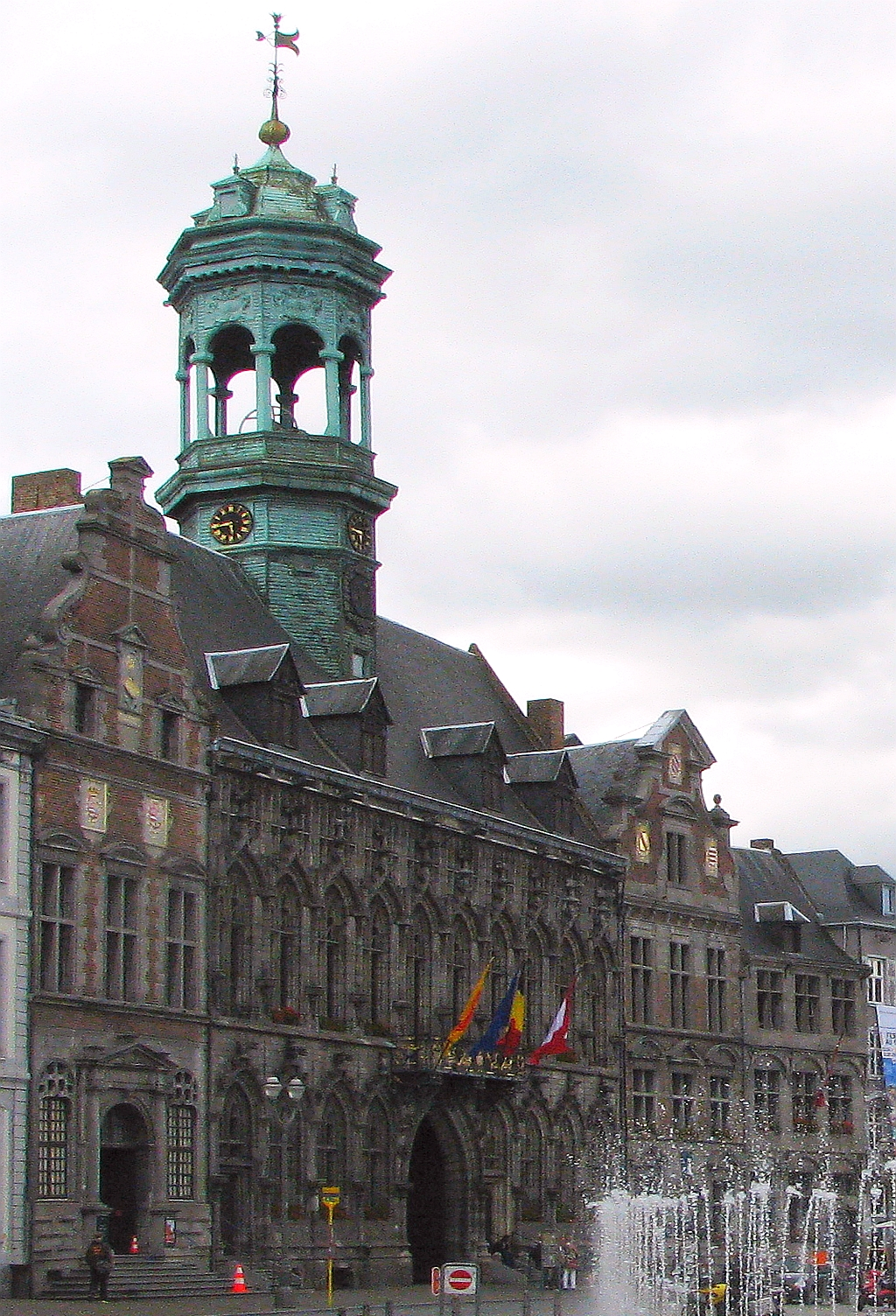
Câmara Municipal de 1477 na Grand Place
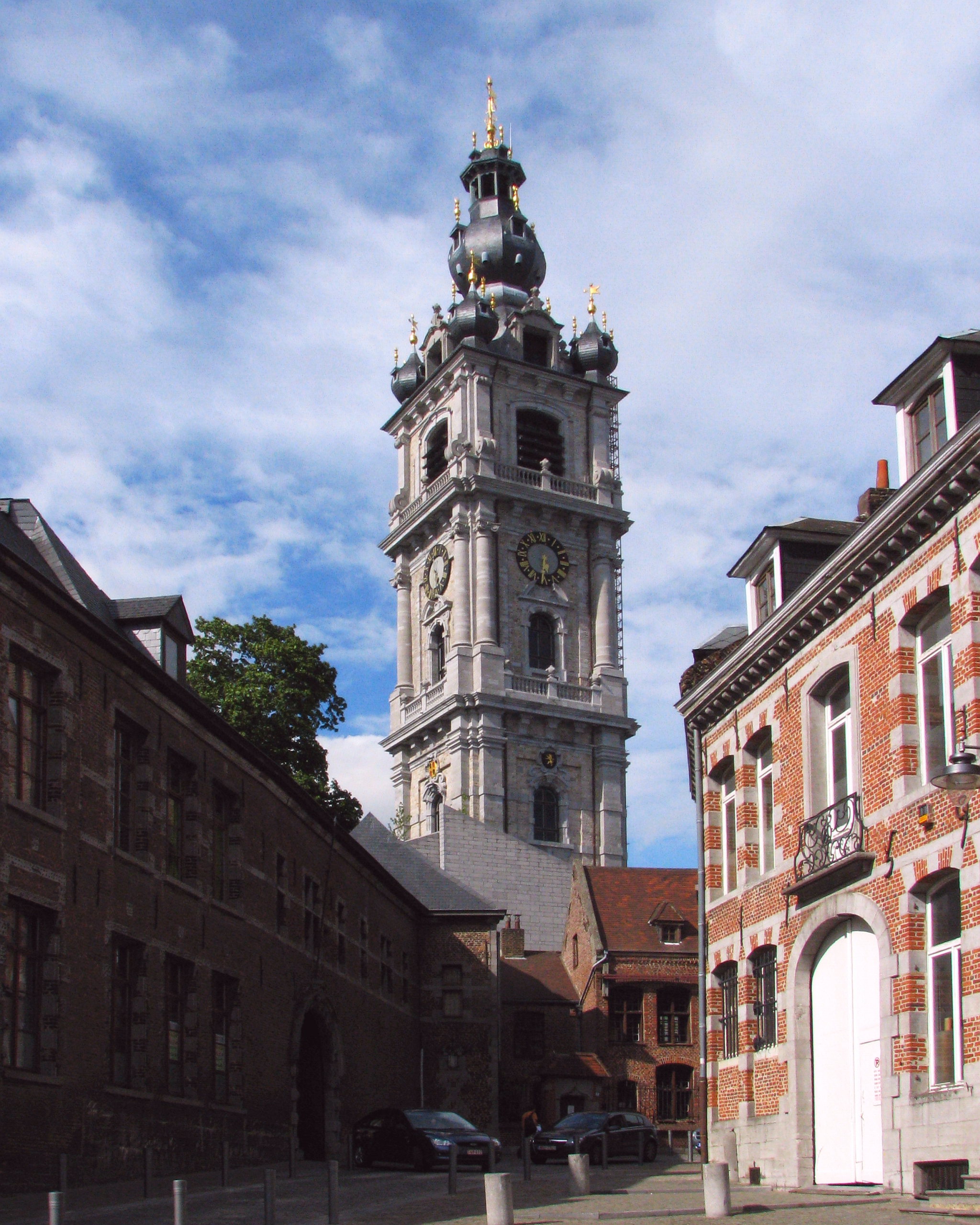
Le Belfroi de Mons - vista do oeste (Patrimônio Mundial da Unesco)

## Instituições
Na vizinhança de Mons, em Casteau-Maisières, estão os quartéis generais  da OTAN, que foram transferidos de Fontaineble  em 1967, depois que a França se retirou da estrutura militar da aliança atlântica.